# Mohave
I Mohave o Mojave sono un popolo di nativi americani collocati sulle sponde del fiume Colorado, nel deserto del Mojave. Il Mojave Fort, la riserva dove abitano i Mohave, comprende parti della California, dell'Arizona e del Nevada dove condivide il terreno con i popoli Chemehuevi, Hopi e Navajo.

## Storia

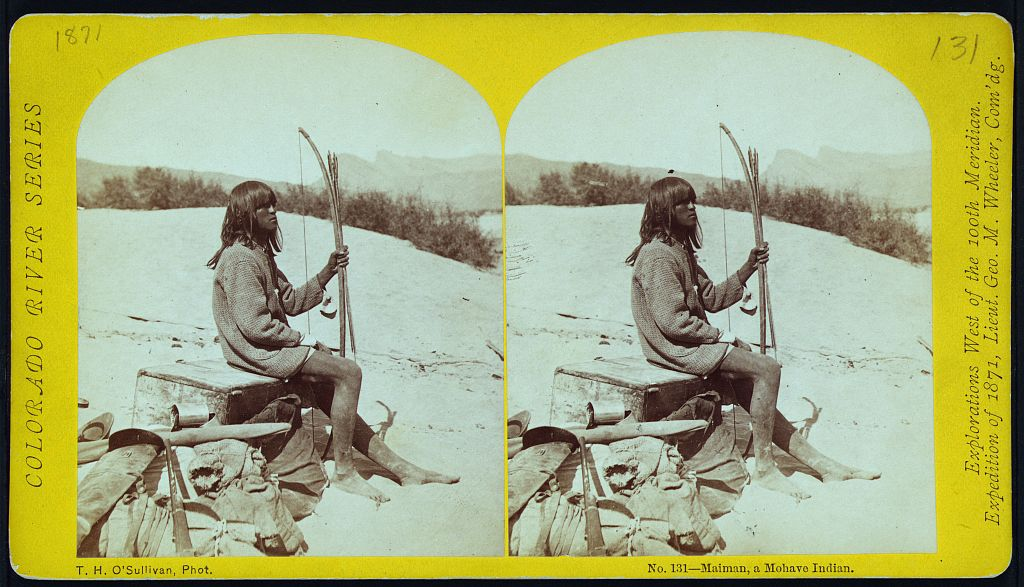
Malman, un indiano Mohave, stereogramma parallelo del 1871

Gran parte della storia pre-coloniale di questo popolo è stata tramandata con il linguaggio Mojave.
I Mohave erano in origine principalmente agricoltori che sapevano sfruttare i terreni fertilizzati dallo straripamento del fiume Colorado.
A metà aprile 1859, le truppe statunitensi del tenente colonnello William Hoffman, si stabilirono sulle rive del fiume Colorado, nel territorio Mohave, per impedire attacchi indigeni ai migranti che si dirigevano verso Ovest. Il 23 aprile 1859, i capi clan Mohave cessarono le ostilità verso i bianchi e si sottomisero agli Stati Uniti.

## Costumi e usanze

### Etimologia del nome
Il nome è stato tradotto con una cinquantina di varianti, come ad esempio Hamock avi, Amacava, A-ves mac-ha, A-moc-ha-ve, Jamajabs e Hamakhav. Non c'è un'origine precisa del nome, ma molti sostengono che derivi da vette vicine al fiume Colorado.

### Religione
I Mohave credono in Mutavilya, il creatore che diede i nomi e i comandamenti al popolo Mohave, e in Mastamho, suo figlio, che diede loro il fiume Colorado e insegnò loro come coltivare. Inoltre, la religione Mohave crede nei sacramenti di Datura.

### Linguaggio
Il linguaggio dei Mojave appartiene alla famiglia linguistica di Yuman Cochimí. Si compone di una decina di lingue e dialetti diversi.